# 朱培康
朱培康（1937年9月—），上海金山人，中华人民共和国政治人物。中国国民党革命委员会党员，曾任民革中央副主席。